# Fambach
Fambach est une municipalité du centre de l'Allemagne située dans le land de Thuringe, dans l'arrondissement de Schmalkalden-Meiningen.
Le 1er décembre 2008, elle a absorbé l'ancienne municipalité de Heßles.

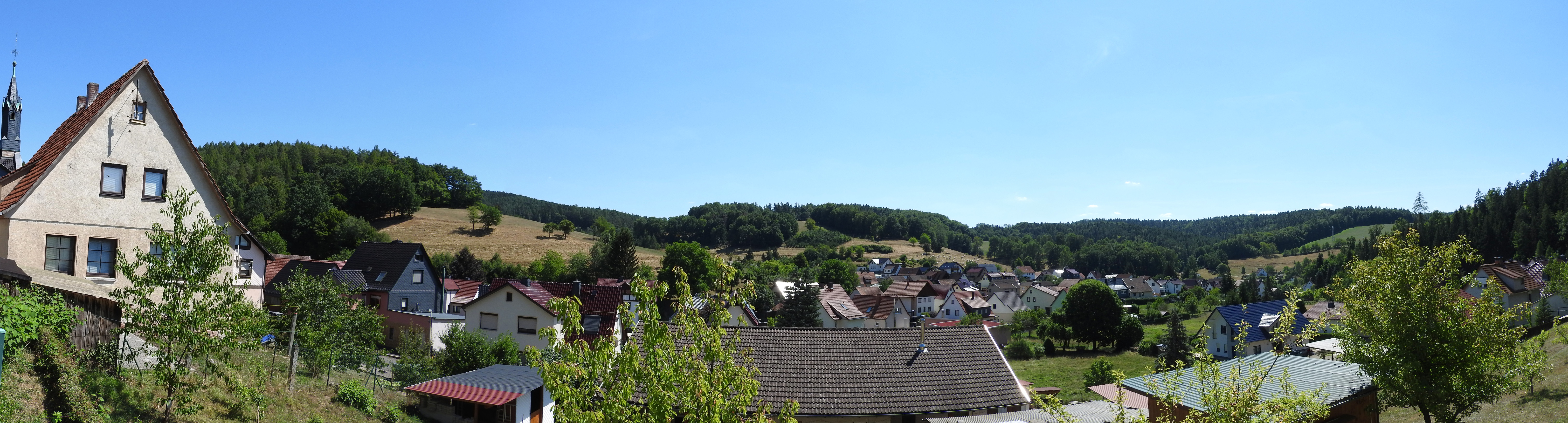
Panorama de Heßles, maintenant intégrée à Fambach.

## Monuments
L'église paroissiale luthérienne Saint-Jacques de Fambach (de) est principalement du XVIe siècle.
À Heßles, dans le hameau de Nüßleshof, pousse un des plus gros et des plus hauts mélèzes d'Allemagne.

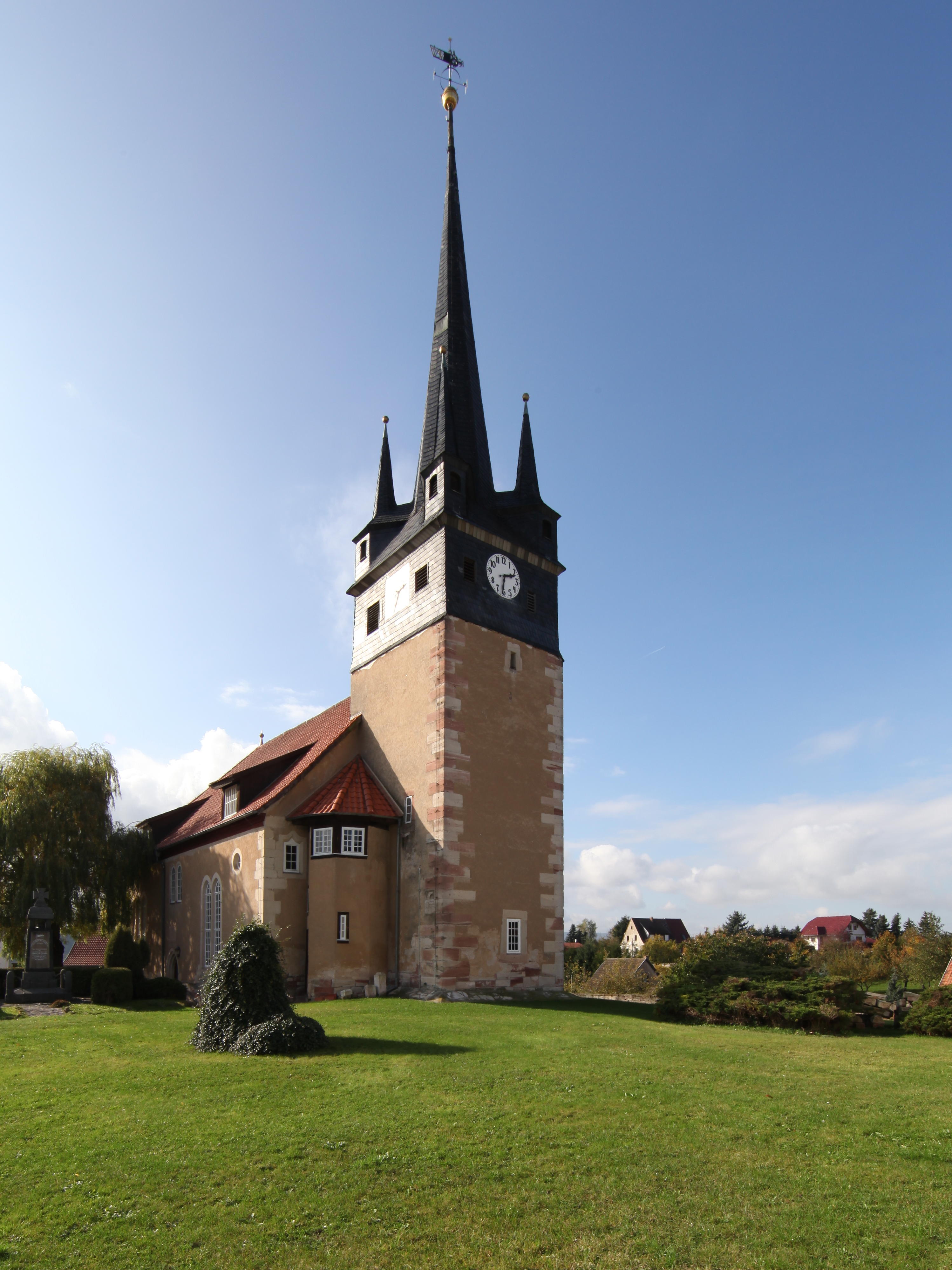
L'église Saint-Jacques de Fambach (de).
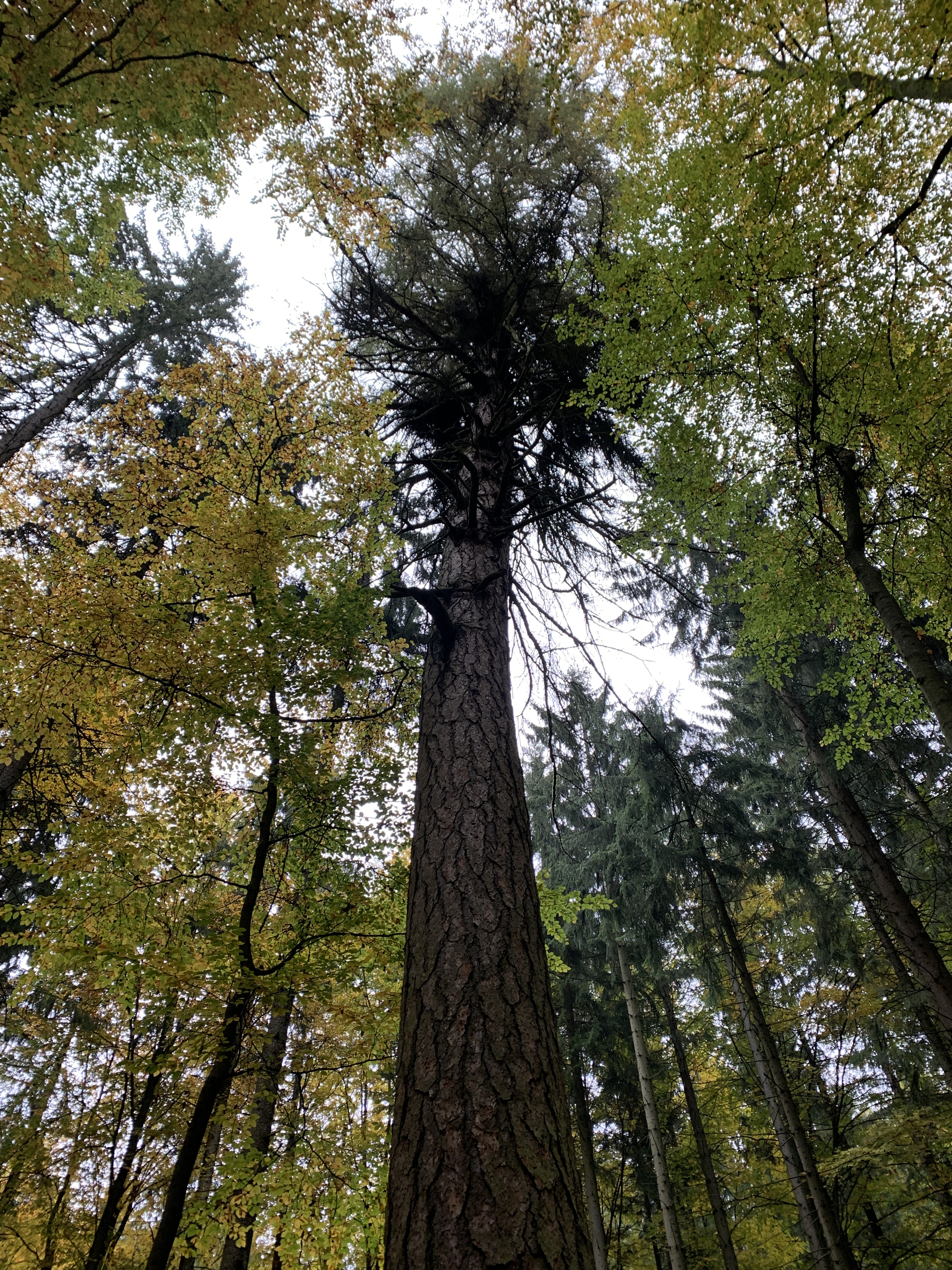
Le gros mélèze de Nüßleshof.